# Малкотърновци
Това е списък на личности, свързани с Малко Търново.

## Списък

### Родени в Малко Търново
- Андон Киров Рачев (1875 – след 1943), деец на ВМОРО
- Ангел Заберски – баща (1931 – 2011), композитор, аранжьор и педагог;
- Васил Иванов, български свещеник и революционер, служил в цьрквата „Свети Георги“ в Чонгара[1]
- Васил Мръчков, професор по трудово право, главен прокурор в периода 1987 – 1989 г.
- Веселин Янчев (р. 1963), историк, преподавател в Софийския университет
- Владимир Бурилков (1882 – 1968), журналист
- Войно Роянов (1877 – 1944), революционер
- Вълкан Стойчев, революционер от ВМОРО, четник на Михаил Герджиков[2]
- Георги Верянов, деец на ВМОРО[3]
- Георги Вълев (1868 – след 1943), деец на ВМОРО
- Георги Градев – Шарап чауш, революционер от ВМОРО, четник при Д. Халачев през 1903 година[4]
- Георги Костадиев (1879 – 1942), революционер
- Георги Тодоров (1880 – ?), деец на ВМОРО, участник в Илинденско-Преображенското въстание в 1903 година с четата на Димитър Ташев[5]
- Георги Т. Калканджиев (1863 – ?), деец на ВМОРО, участник в Илинденско-Преображенското въстание в 1903 година[5]
- Георги Пашата, куриер на ВМОРО в Одринско[6]
- Георги Чепов (1871 – ?), революционер
- Григор Дяков (1865 – 1945), бивш кмет на Бургас
- Дамян Заберски (1929 – 2006), художник;
- Дико Джелебов (1874 – 1909), революционер;
- Димитър Халачев, революционер;
- Димо Райков (р. 1954), писател;
- Димо Янков (1875 – 1965), революционер;
- Дражо Киров, деец на ВМОРО в Свиленградско, четник и санитар през Илинденско-Преображенското въстание[7]
- Ефтим Попов (1874 – 1960), български свещеник и революционер, деец на ВМОРО
- Желязко Грънчаров (1925 – 2016), български и австралийски анархист
- Иван Берберов, търговец и революционер
- Иван Гаруфалов (1887 – 1951), апостолически екзарх на българите католици от източен обред
- Иван Ефтимов, революционер от ВМОРО, четник на Михаил Даев[2]
- Иван Стамболиев – Камберов (1879 – ?), революционер
- Илиян Янчев (р. 1968), политик и настоящ кмет на Малко Търново
- Йордан Георгиев Мешков (1883 – ?), революционер;
- Йордан Мутафчиев (р. 1940), висш офицер от Българската армия, военен министър и дипломат;
- Лефтер Мечев (1875 – 1953), революционер;
- Магда Пушкарова (1920 – 2006), народна певица;
- Манол Янев (1866 – ?), деец на ВМОРО, участник в Илинденско-Преображенското въстание в 1903 година с четата на Георги Тенев[5]
- Мартин Николов, български революционер от ВМОРО, четник на Тане Николов[8]
- Недялко Куртев (1878 – ?), деец на ВМОРО, участник в Илинденско-Преображенското въстание в 1903 година с четата на Иван Варналиев[5]
- Никола Мутафчиев (?), офицер и горянин;
- Нико Радев, революционер от ВМОРО, четник на Михаил Даев[2]
- Никола Вълков, революционер от ВМОРО, четник на Михаил Даев[2]
- Петко Димитров (1881 – ?), деец на ВМОРО, участник в Илинденско-Преображенското въстание в 1903 година с четата на Димитър Ташев[5]
- Петко Мутафов (1863 – ?), деец на ВМОРО, участник в Илинденско-Преображенското въстание в 1903 година с четата на Георги Тенев[5]
- Петко Пухов (1880 – 1946), революционер;
- Райко Петров (1876 – 1933), революционер;
- Рафаил Вълчанов Тодоров (1880 – ?), завършва прогимназия в католическия пансион в Малко Търново, четник на Димитър Халачев, участва в превземането на Ново Василико през Преображенското въстание, подпомага прехвърлянето на бежанци в България[9]
- Стамат Икономов (1866 – 1912), революционер, един от ръководителите на ВМОРО в Одринско;
- Стамо Недев, български революционер от ВМОРО, четник на Христо Цветков[10]
- Стамо Янков (1882 – 1940), революционер;
- Станю Георгиев, революционер от ВМОРО, четник на Михаил Даев[2]
- Стойчо, деец на ВМОРО, четник и санитар през Илинденско-Преображенското въстание[11]
- Стойчо Гаруфалов (1868 – 1924), военен и революционер;
- Стоян Димитров (1878 – ?), деец на ВМОРО, участник в Илинденско-Преображенското въстание в 1903 година с четата на Иван Варналиев[5]
- Стоян Петров (1874 – 1914), революционер;
- Стоян Сталев (1884 – ?), революционер
- Ст. Стоянов, революционер от ВМОРО, четник на Михаил Даев[2]
- Тодор Попов Томов (1877 – след 1943), български революционер от ВМОРО
- Янко Керемидчиев, историк и краевед;
- Янаки Коларов (1926 – 1989), дългогодишен преподавател по физика в ЕСПУ „Васил Левски“ – гр. Малко Търново, носител на орден „Кирил и Методий“ – III степен (24 май 1980 г.)
- Янко Маслинков (1898 – 1944), комунистически деец и съветски военен
- Янко Стоянов (1879 – 1906), революционер
- Янко Тодоров (1879 – ?), деец на ВМОРО, участник в Илинденско-Преображенското въстание в 1903 година с четата на Димитър Ташев[5]

### Македоно-одрински опълченци от Малко Търново
- Георги Анастасов, 1-ва рота на 8-а костурска дружина, носител на орден „За храброст“ IV степен[12]
- Димитър Ф. Арнаудов, 32-годишен, родом от Малко Търново, жител на Бараклии, търговец, IV клас, 1-ва рота на Лозенградската партизанска дружина, 4-а рота на 15-а щипска дружина, носител на орден „За храброст“ IV степен[13]
- Димитър Атанасов, 4-а рота на 11-а серска дружина[14]
- Димо Атанасов (р. 1894), 3-а рота на 11-а серска дружина, кръст „За военни заслуги“[14]
- Димо Петров, 32-годишен, търговец, V клас, 2-ра рота на Лозенградската партизанска дружина, сребърен медал „За заслуга“[15]
- Зисо Андреев, 4-а рота на 8-а костурска дружина[16]
- Петко Арнаудов, 12-а лозенградска дружина[17]

## Починали в Малко Търново
- Райко Петров (1876 – 1933), български революционер
- Стефан Тошев (1883 – 1930), български революционер и юрист